# Sint-Gertrudiskerk (Riksingen)
De Sint-Gertrudiskerk is een kerkgebouw in Riksingen in de Belgische gemeente Tongeren-Borgloon in de provincie Limburg. De kerk staat aan de Sint-Geertruistraat met eromheen het kerkhof.
Het gebouw is een neoclassicistische zaalkerk en bestaat uit een ingebouwde toren, een eenbeukig schip met drie traveeën, een transept en een koor met een rechte travee en een rechte koorsluiting. Het koor wordt door twee sacristieën geflankeerd. De vierkante toren heeft een romaans gedeelte tot op driekwart van de hoogte dat in silexblokken is opgetrokken in onregelmatig verband. In 1856 heeft men een plint van kalksteen aangebracht. Verder heeft het onderste deel van de toren mergelstenen hoekblokken en banden op het onderste stuk na, en een vierkant venstertje met een mergelstenen omlijsting. Het bovenste gedeelte van de toren is opgetrokken in mergelsteen in de 13e eeuw, met in de westzijde en zuidzijde mergelstenen spitsboogvormige bifora en een eenvoudig, getoogd, mergelstenen galmgat in de noordzijde. Verder heeft de toren een geprofileerde kroonlijst van mergelsteen, een neoclassicistisch portaal uit 1856 van kalksteen en een tentdak met leien gedekt. Het schip heeft een zadeldak dat gedekt is met leien en met eenvoudige bakstenen spitsboogvensters met afgeschuinde negge.
De kerk is de parochiekerk van het dorp en gewijd aan Sint-Gertrudis.

## Geschiedenis
In de 11e eeuw werd er hier een romaanse kapel gebouwd. De in 1856 teruggevonden wijdingssteen draagt als jaartal 29 maart 1036. In de 13e eeuw werd de kapel verhoogd. In 1856 werd de huidige kerk gebouwd. In 1892 vond er een restauratie plaats door M. Christiaens. In 1948 werd de kerk vergroot met een kruiskerk en een koor naar het ontwerp van P. Ulrix.

## Galerij

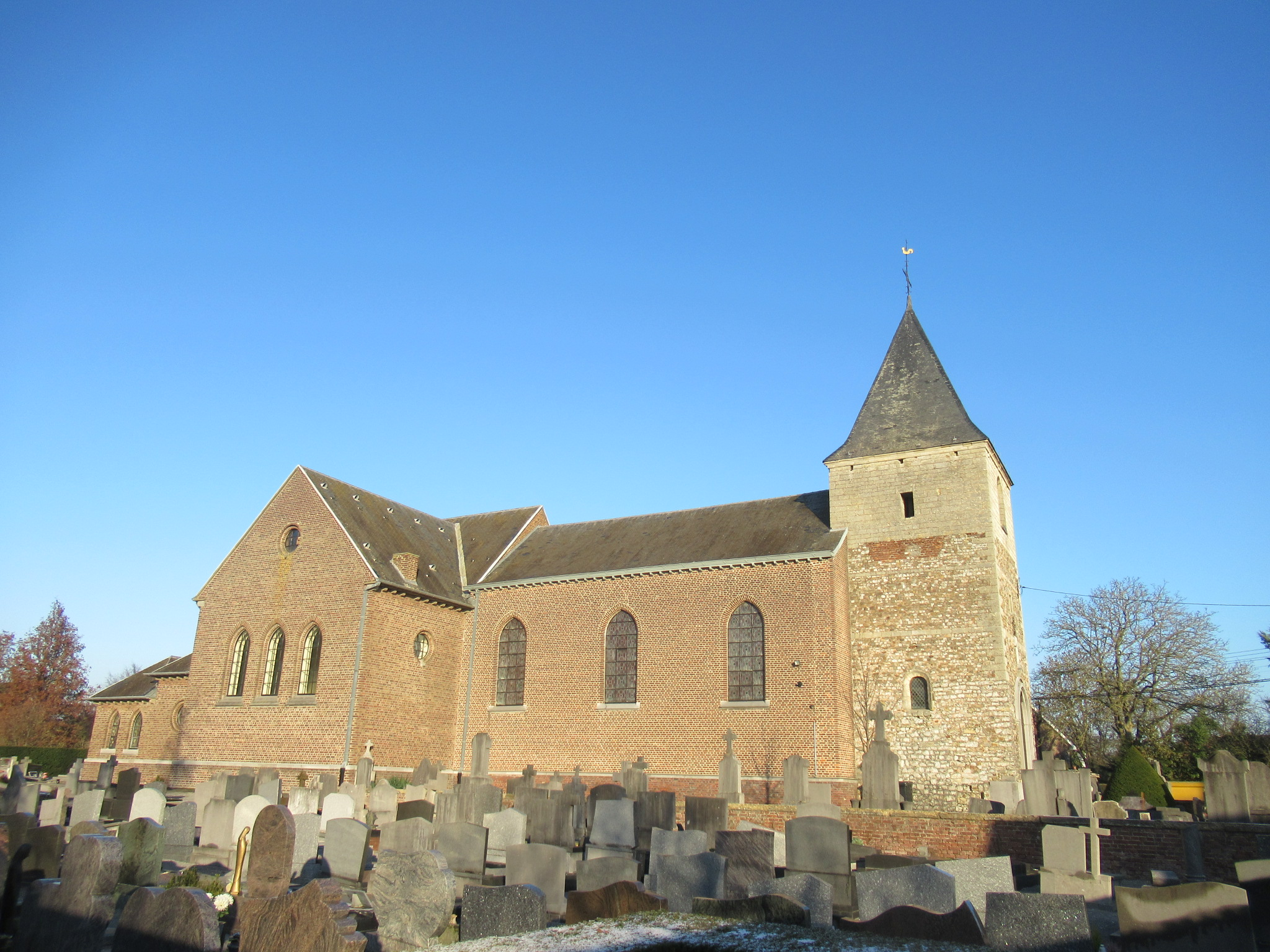
Linkerzijde
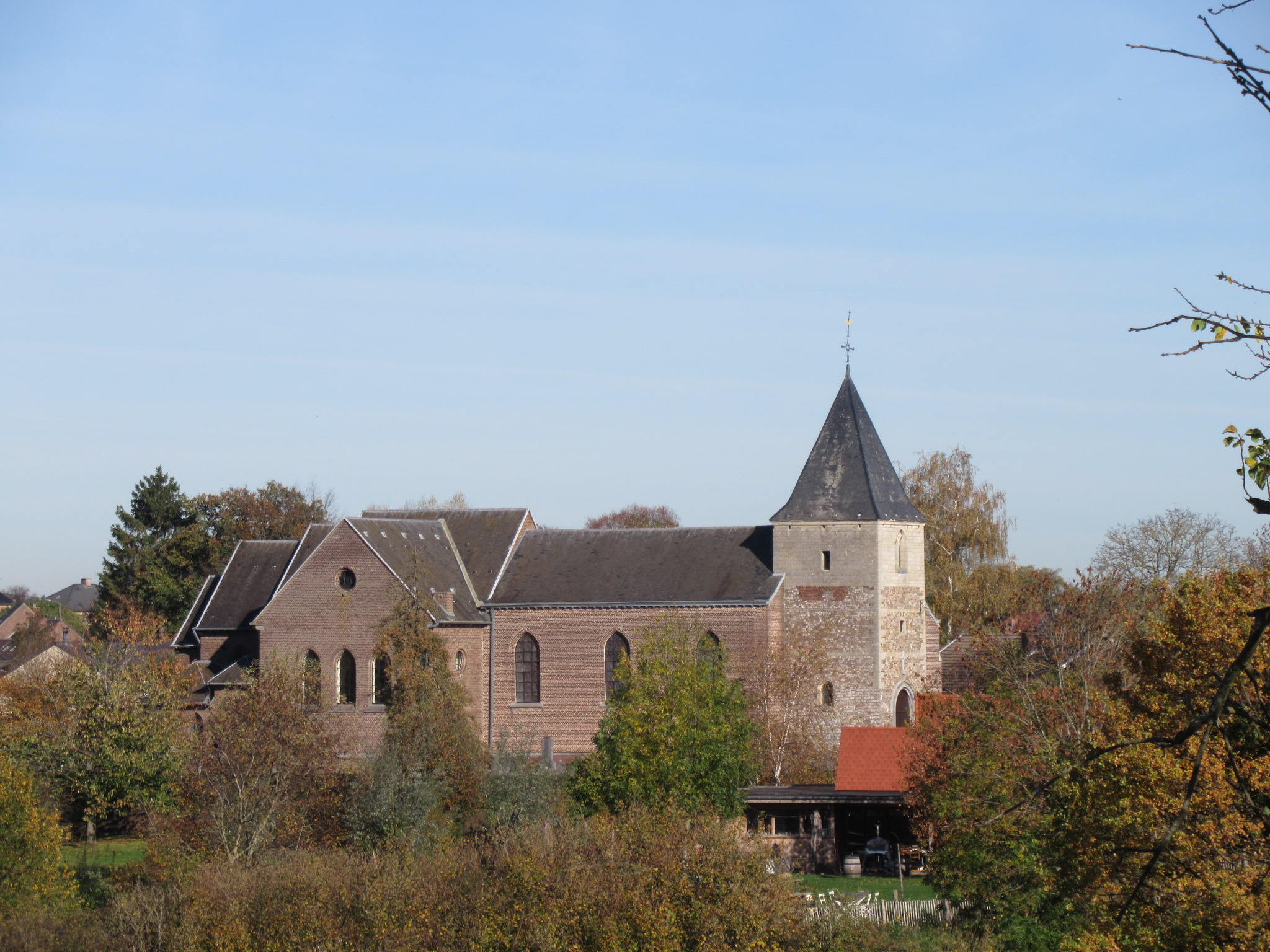
Achterzijde kerk vanaf de Keiberg
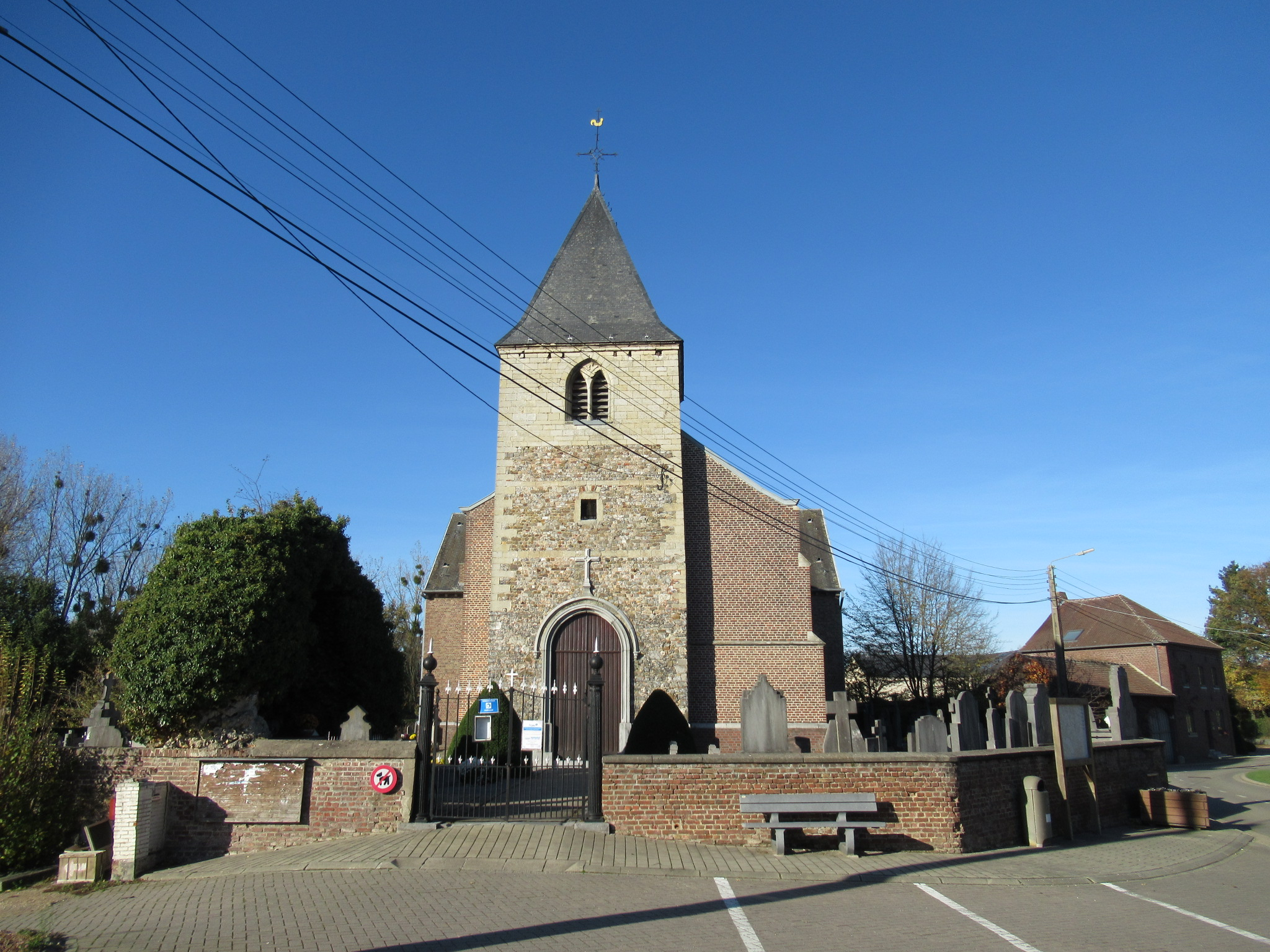